# Expédition Dodge-Leavenworth

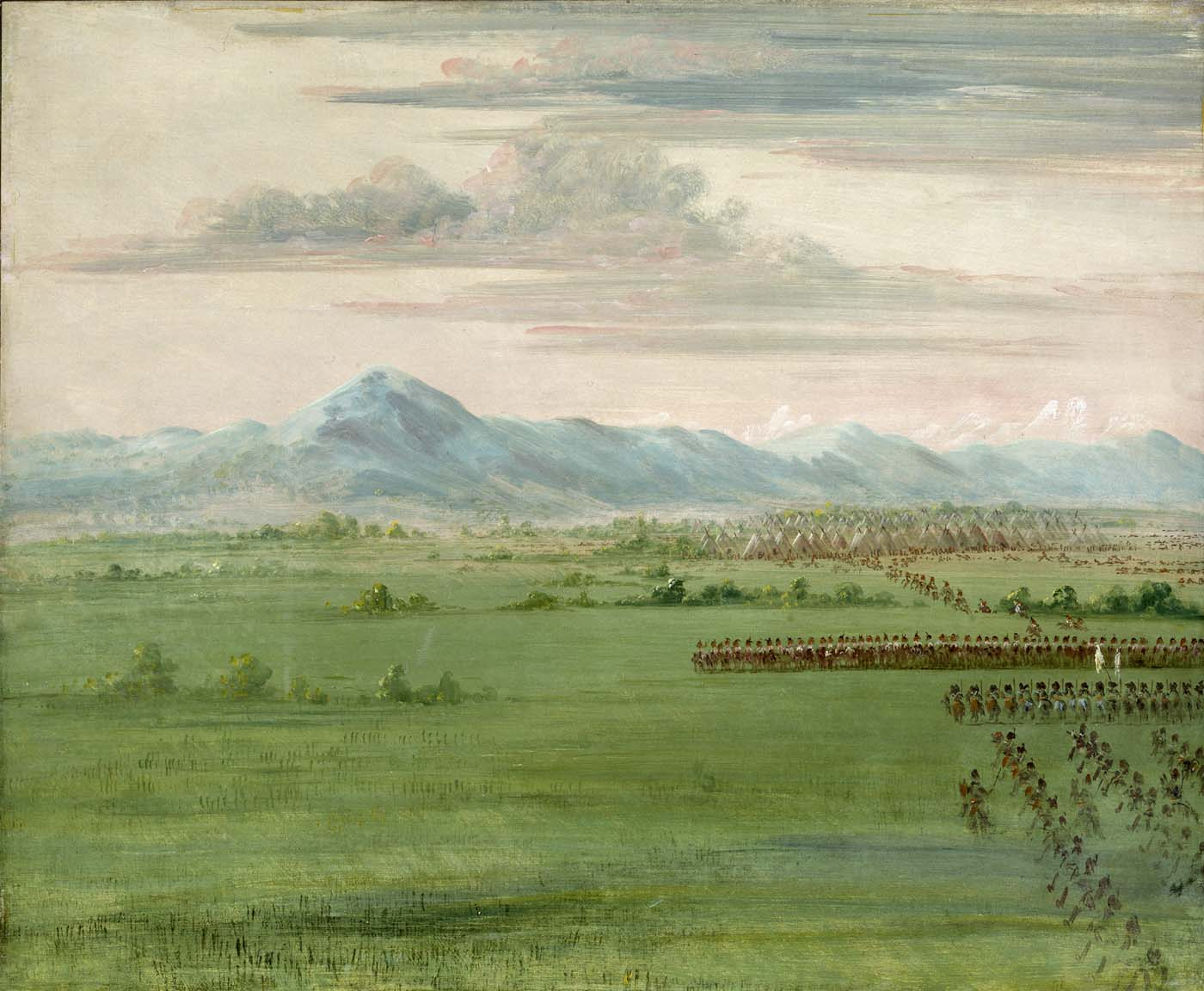
Arrivée des dragons au village comanche. Peinture de George Catlin.

L'expédition Dodge-Leavenworth est une expédition militaire et diplomatique de la United States Army conduite en 1834 dans le sud des Grandes Plaines afin de rencontrer les peuples autochtones et sécuriser la piste de Santa Fe.
Commandée par le brigadier-général Henry Leavenworth et le colonel Henry Dodge à la tête du United States Regiment of Dragoons, l'expédition incluait également une trentaine de guerriers cherokees, lenapes, osages et sénécas pour leur servir de guides et de chasseurs ainsi que l'artiste George Catlin.
Confrontés à la sécheresse, la chaleur et la maladie, plus de 150 hommes sont morts au cours du voyage, dont le général Leavenworth.

## Déroulement de l'expédition
Composée d'environ 500 hommes du United States Regiment of Dragoons commandé par le colonel Henry Dodge et accompagnée par le brigadier-général Henry Leavenworth, commandant du département militaire du Sud-Ouest, l'expédition part de Fort Gibson (en) dans le Territoire indien le 15 juin 1834,. Une trentaine de guerriers cherokees, lenapes, osages et sénécas les accompagnent pour leur servir de guides et de chasseurs, ainsi que deux femmes autochtones enlevées par les Osages et destinées à être rendues à leur peuple en signe de bonne volonté. L'artiste George Catlin, déterminé à peindre les Indiens des Plaines, fait également partie de l'expédition.
Lorsque l'expédition atteint le confluent de la Washita avec la rivière Rouge, près d'un tiers du régiment souffre de maladie, probablement du choléra,. Un camp pour les malades est organisé sous la charge du lieutenant-colonel Stephen W. Kearny tandis que le général Leavenworth, également frappé d'une forte fièvre, abandonne l'idée de conduire lui-même les dragons et donne l'ordre à Dodge de poursuivre,.

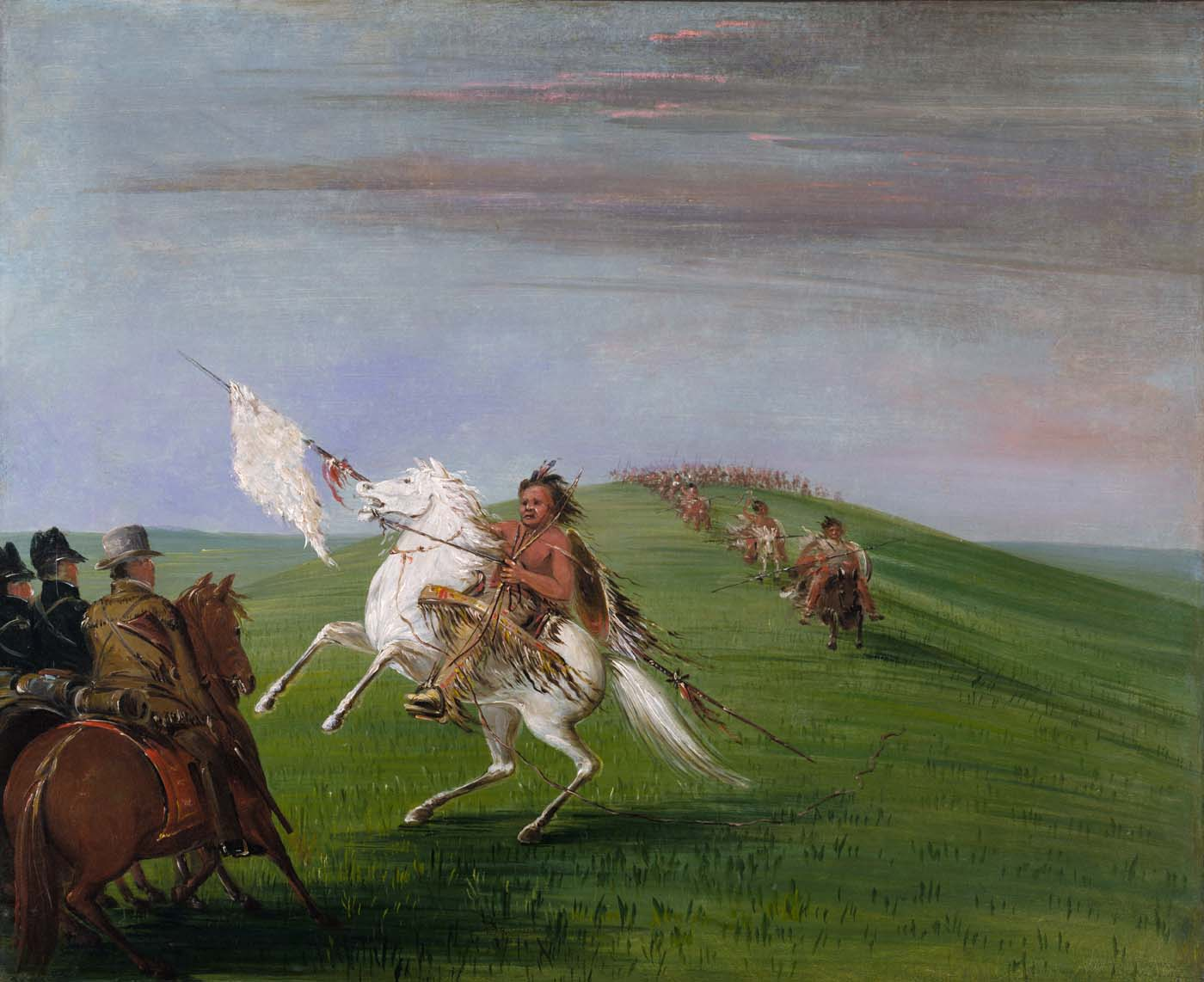
Comanches rencontrant les dragons américains. Peinture de George Catlin.

Ils atteignent les Cross Timbers le 10 juillet, puis rencontrent le 14 un comanche qui les conduit à son village. Le chef comanche étant absent, Dodge décide de poursuivre vers l'ouest, jusqu'à un village wichita, qu'ils atteignent le 21 juillet. Dodge entame alors des pourparlers et ils sont rejoints le lendemain par des Comanches et des Kiowas. Il parvient à établir des relations amicales et les exhorte à ne plus attaquer les Blancs qui empruntent la piste de Santa Fe.
Le 25 juillet, Dodge entame le voyage de retour vers Fort Gibson qu'ils atteignent le 15 août, le groupe d'invalides de Kearny arrivant à la fin août. Au cours de l'expédition, près de 150 hommes sont morts de maladie, dont le général Leavenworth, le 21 juillet.